# Ингерсолл, Ральф Макаллистер
Ральф Макаллистер Ингерсолл (8 декабря 1900 года, Нью-Хейвен, Коннектикут — 8 марта 1985 года, Майами-Бич, Флорида) — американский писатель, редактор и издатель. Известен как основатель и издатель 1940-х годов в Нью-Йорк новаторской ежедневной газеты PM, отказывавшейся принимать рекламу.

## Биография
Ингерсолл получил среднее образование в школе Хотчкисс, окончил Шеффилдскую научную школу Йельского университета и начал карьеру горным инженером в штатах Калифорния и Аризона и в Мексике. В 1923 году он отправился в Нью-Йорк с намерением стать писателем.
Ингерсолл работал репортером в New York American с 1923 по 1925 год, а затем поступил на работу в The New Yorker, где был ответственным редактором (1925—1930). Он был нанят основателем и редактором Харольдом Россом спустя несколько месяцев после выхода первого номера журнала; Росс непреднамеренно пролил чернильницу на новый костюм Ингерсолла (различные источники утверждают, что он был либо белым, либо бледно-серым) во время собеседования, а затем, в смущении, предложил ему работу. Когда Ингерсолл покидал помещение, он услышал, как Росс пробормотал секретарю: «Иисус Христос, я нанимаю всех подряд». По словам его биографа Роя Хупса, Ингерсолл «был одним из первых вдохновителей The New Yorker. В течение первых пяти лет все на нём держалось».
В 1930 году Ингерсолл перешел в Time Inc. в качестве ответственного редактора публикаций и разработал основные постулаты делового журнала Fortune, в конечном итоге став генеральным директором компании. Одним из его самых важных заданий в Fortune было изучение подробной истории создания The New Yorker и его бизнес-модели. Проверка сотрудников и их слабых мест, которую Ингерсолл учинил Россу и его команде, положила начало вражде между Россом и Генри Люсом, издателем журналов Time and Fortune. Кульминацией этой борьбы стала известная статья о Люсе Уолкотта Гиббса (The New Yorker). Также на этот период приходится создание фирменного стиля статей, т. н. «Timestyle». Люс отреагировал на новации по-своему: карикатурист Эль Хиршфельд нарисовал поверх портрета Росса изображение Иосифа Сталина.
Ежедневная вечерняя газета PM в формате таблоид была учреждена 18 июня 1940 года с капиталом в 1,5 миллиона долларов, хотя первоначально Ингерсолл стремился получить инвестиции в объёме 10 миллионов долларов. В отличие от обычной в США практики газет, PM не печатала рекламу, а передовицы появлялись не каждый день. Когда же передовицы публиковались, они не были анонимными и всегда были подписаны автором — первоначально самим Ингерсоллом. Иногда эти передовые статьи занимали всю первую полосу. Первая передовица Ингегросса прямо заявляла о его позиции по поводу Второй мировой войны, которая уже шла в Европе: «Мы выступаем против людей, которые толкают других людей», — писал он, требуя от США материальной помощи странам, противостоящим нацистской Германии и фашистской Италии. Ингерсолл посетил Великобританию в октябре и написал серию статей, которые вскоре вышли отдельной книгой.
Первый год работы газеты был в целом успешным, хотя и возникали некоторые финансовые проблемы: её тиража 100 000—200 000 экз. не хватало для окупаемости. Спонсором газеты выступал известный американский банкир Маршалл Филд III; он был «пассивным партнером» в этом постоянно убыточном проекте.
С началом Второй мировой войны Ингерсолл посетил все театры военных действий. В 1941 году он приехал в Москву, где взял интервью у И. В. Сталина. В возрасте 41 года Ингерсолла призвали в армию, в которую он и так собирался пойти добровольцем. Журналист участвовал в боях и высадке союзных войск в Нормандии. К 1945 году он дослужился до звания подполковника и был награждён многими боевыми наградами.
Когда он вернулся с войны, то обнаружил, что дела в газете идут ещё хуже, чем под его руководством, при этом её использовали в своих целях как прокоммунистически, так и антикоммунистически настроенные публицисты. Издание было прекращено в 1948 году, став ранней жертвой холодной войны (и растущего интереса Филда к газете Chicago Sun).
Позже Ингерсолл написал несколько книг о своей службе во время Второй мировой войны. Его книга «Совершенно секретно» (Top Secret) была издана и широко распропагандирована в СССР (1946).
Недавно на основе исследований было высказано предположение, что Ингерсолл, возможно, был инициатором создания во время войны подразделения Армии США, ставшего известным как Армия призраков (англ. Ghost Army).
В 1950-х годах Ингерсолл приобрел несколько газет. Его компания Ingersoll Publications, основанная в 1957 году, была поглощена его сыном Ралфом М. Ингерсоллом-младшим в 1982 году. После того, как он выкупил долю своего отца, они перестали общаться.